# Sant'Onofrio (Italia)
Sant'Onofrio es un municipio sito en el territorio de la provincia de Vibo Valentia, en Calabria (Italia).

## Demografía
Para el año 2024 se estimó, con datos preliminares, una población de 2745 habitantes, siendo 1373 hombres y 1372 mujeres.
| Gráfica de evolución demográfica de Sant'Onofrio entre 1861 y 2011 |
|                                                                    |
| Fuente ISTAT - elaboración gráfica a cargo de Wikipedia            |